# Edmundo Ponziano Valenzuela Mellid

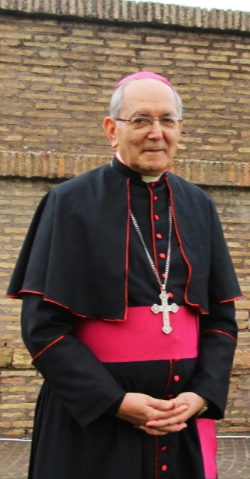
Edmundo Valenzuela Mellid (2021)

Wappen von Edmundo Valenzuela Mellid als Erzbischof

Edmundo Ponziano Valenzuela Mellid SDB (* 19. November 1944 in Villarrica del Espíritu Santo) ist ein paraguayischer Ordensgeistlicher, Missionar und emeritierter römisch-katholischer Erzbischof von Asunción.

## Leben und Wirken
Edmundo Ponziano Valenzuela Mellid trat in die Ordensgemeinschaft der Salesianer Don Boscos ein und legte am 29. Januar 1968 die Profess ab. Er empfing am 3. April 1971 die Priesterweihe und wirkte unter anderem als Missionar in Angola.
Am 13. Februar 2006 wurde er von Papst Benedikt XVI. zum Titularbischof von Uzalis ernannt mit der Aufgabe eines Apostolischen Vikars von Chaco Paraguayo, einem Gebiet mit einer Bevölkerung von 18.000 Einwohnern, aber nur 5 Priestern. Die Bischofsweihe spendete ihm am 22. April 2006 der Erzbischof von Asunción, Eustaquio Pastor Cuquejo Verga. Mitkonsekratoren waren der Bischof von Concepción, Zacarías Ortiz Rolón SDB, und der Bischof von Lomas de Zamora, Agustín Roberto Radrizzani SDB.
Am 8. November 2011 ernannte ihn Papst Benedikt XVI. zum Koadjutorerzbischof von Asunción. Mit dem altersbedingten Rücktritt Eustaquio Pastor Cuquejo Vergas am 6. November 2014 trat er dessen Nachfolge als Erzbischof von Asunción an.
Papst Franziskus nahm am 17. Februar 2022 seinen altersbedingten Rücktritt an.